# Bahnradsport-Weltmeisterschaften 1896
Die Bahnradsport-Weltmeisterschaften 1896 fanden vom 15. bis 17. August in Ordrup bei Kopenhagen statt. Ausrichter war die „International Cyclists Association“, eine Vorgänger-Organisation der Union Cycliste Internationale (UCI). 120 Rennfahrer waren am Start.
Es wurden vier Rennen ausgetragen, zwei für Amateure und zwei für Berufsfahrer. Als Disziplinen standen Fliegerrennen, heute Sprint, über 1 Meile sowie Steherrennen über 100 km (hinter unmotorisierten Mehrsitzer-Schrittmachern, sog. Trip- und Quadruplets) auf dem Programm.
Beim Steher-Rennen der Profis befand sich auch die dänische königliche Familie vor Ort. Die Rad-Welt berichtete: „Chase beendet in bester Condition die 100 km und wird darauf dem Könige vorgestellt, dieser erkundigt sich, ob der Sieger ermüdet ist, was dieser mit einem kräftigen ‚No’ beantwortet.“
Berufsfahrer
| Disziplin                  | Platz | Land                   | Athlet              |
| -------------------------- | ----- | ---------------------- | ------------------- |
| Fliegerrennen über 1 Meile | 1     | Frankreich             | Paul Bourillon      |
|                            | 2     | Vereinigtes Königreich | Charles F. Barden   |
|                            | 3     | Frankreich             | Edmond Jacquelin    |
| Steherrennen über 100 km   | 1     | Vereinigtes Königreich | Arthur Chase        |
|                            | 2     | Vereinigtes Königreich | Jack William Stocks |
|                            | 3     | Österreich             | Franz Gerger        |

Amateure
| Disziplin                  | Platz | Land       | Athlet             |
| -------------------------- | ----- | ---------- | ------------------ |
| Fliegerrennen über 1 Meile | 1     | Irland     | Harry Reynolds     |
|                            | 2     | Dänemark   | Edwin Schrader     |
|                            | 3     | Frankreich | Charles Guillaumet |
| Steherrennen über 100 km   | 1     | Frankreich | Fernand Ponscarme  |
|                            | 2     | Russland   | Michael Djakoff    |
|                            | 3     | Dänemark   | Anton Hansen       |